# HMS Templar
HMS Templar (P316) – brytyjski okręt podwodny należący do trzeciej grupy jednostek typu T. Został zbudowany jako P316 w Vickers-Armstrongs w Barrow. Zwodowano go 26 października 1942 roku. Jak dotychczas był jedynym okrętem Royal Navy noszącym nazwę „Templar”.

## Służba
„Templar” przez większość służby wojennej operował na Dalekim Wschodzie. W styczniu 1944 roku w cieśninie Malakka storpedował i uszkodził krążownik lekki „Kitakami”. 16 lipca 1944 roku na północ od Sumatry nieskutecznie atakował niemiecki okręt podwodny U-1062.
Okręt przetrwał wojnę i pozostał w służbie, uczestniczył m.in. w operacji Deadlight – zatapianiu zdobycznych U-Bootów. Został użyty jako okręt-cel w Loch Striven (Szkocja) w 1954 roku. Podniesiony z dna 4 grudnia 1958 roku, 19 lipca 1959 roku dotarł do Troon (Szkocja) w celu zezłomowania.